# Gíslungar
Gíslungar (del nórdico antiguo: Hombres de Gísli) fue un clan familiar de Borgarfjörður en Islandia, descendientes de Gísli Þorgautsson, cuyo origen se remonta a la Era vikinga. Los Gíslungar fueron protagonistas del Heiðarvíg («matanza de Heiðar»), un violento capítulo de la historia de Islandia que enfrentó a los habitantes de Húnavatnssýsla y Borgarfjörður; los acontecimientos se detallan en la saga Heiðarvíga. Se sabe que el clan seguía activo en los siglos XII y XIII por la mención de Sturla Þórðarson en su saga Íslendinga. En el siglo XVII (entre 1630 y 1685) sus descendientes tuvieron un papel predominante en la política secular y religiosa de Islandia, tras la reforma protestante, junto a otro clan, los Svalbarðsætt (Svalberðingar).